# Comité national de défense de la révolution (Algérie)
Comité national de défense de la révolution (CNDR) est une organisation de l'opposition algérienne qui a vu le jour en 6 juillet 1964 à l'initiative de Mohamed Boudiaf.
Il était composé de Mohamed Boudiaf président du PRS, d'Aït Ahmed président du FFS qui avait pris le maquis et de trois militaires, le colonel Chabani responsable de la 4e région militaire (Biskra, Sahara) dans le sud, le colonel Moussa Hassani dans le nord-constantinois à l'est et le commandant SI Moussa  dans la région d'Oran à l'ouest.
Ensuite, une fusion entre FFS et PRS est envisagée.
Après l’exécution du colonel Chabani le 3 septembre 1964, l'arrestation de Hocine Aït Ahmed le 17 octobre 1964 et la reddition de Moussa Hassani le 19 janvier 1965, l'opposition armée disparaît et Mohamed Boudiaf continuera à s’exprimer au nom du CNDR et son parti est alors appelé PRS-CNDR.

## Membres
- Mohamed Boudiaf (PRS)
- Hocine Aït Ahmed (FFS)
- Colonel Mohamed Chabani
- Colonel Moussa Hassani
- Mohamed Ben Ahmed (Commandant Si Moussa)